# Acrosathe annulata
Acrosathe annulata es una especie de mosca del género Acrosathe, de la familia Therevidae, orden Diptera. Fue descrita por Fabricius en 1805.
Mide 9,5-11 mm de longitud. Se distribuye por Europa: Países Bajos, Reino Unido, Suecia, Finlandia, Noruega, Bélgica, Alemania, Irlanda, Francia, Dinamarca, Rusia y Hungría.